# ロマーノ・フロリアーニ・ムッソリーニ
ロマーノ・ベニート・フロリアーニ・ムッソリーニ（イタリア語: Romano Benito Floriani Mussolini、2003年1月27日 - ）は、イタリアのメディアではムッソリーニ Jr.と呼ばれている、SSラツィオに所属するプロサッカー選手。ポジションはライトバックかライト・ミッドフィールダー。

## 幼年期
フロリアーニ・ムッソリーニは政治家として知られる母アレッサンドラ・ムッソリーニと父マウロ・フロリアーニの第3子として産まれた。フロリアーニ＝ムッソリーニの祖父はピアニストのロマーノ・ムッソリーニで、曽祖父はファシスト党を率いた独裁者ベニート・ムッソリーニである。
彼の姓は「フロリアーニ・ムッソリーニ」という二重姓の形になっている。これはイタリア人の姓名の慣習では例外的であり、 フロリアーニ＝ムッソリーニが生まれた2003年当時はイタリアの法律上、二重性が通常認められていなかったが、母アレッサンドラがムッソリーニ姓を存続させるため、二重姓で洗礼を受けさせ、これをカトリック教会とイタリア行政当局が認めたためである。

## キャリア
フロリアーニ・ムッソリーニはASローマのユースチームでサッカー選手としてのキャリアを始め、13歳のころにSSラツィオのユースチームへと移った。2018年にはアマチュアクラブのビゴール・ペルコンティへローン移籍していた。この移籍はフロリアーニ・ムッソリーニがU-17代表としてデビューするまでラツィオで試合に出られなかったことがきっかけだった。
2021年にフロリアーニ・ムッソリーニが歴史的にネオ・ファシストが多いことで有名なサポーターがいるラツィオでプレーし続けることが世界的に注目された。フロリアーニ・ムッソリーニという姓によってプレー時間が制限されるのではないかという質問にラツィオのユースコーチのマウロ・ビアンチェシ は「やっかいな姓？私は彼の両親とは話したことはないし、何よりも重要なのは選手がプレーに値するかどうかだ。それ以外は何もない」とした。2021年3月にフロリアーニ・ムッソリーニはラツィオと2024年までのプロシニア契約を結んだ。
2021年10月24日にセリエAのエラス・ヴェローナFC戦でベンチ要員として初招集された。

## 私生活
フロリアーニ・ムッソリーニはダンシング・ウィズ・ザ・スターズのイタリア版であるバッランド・コン・レ・ステッレに母アレッサンドラと出演して注目を浴びた。フロリアーニ・ムッソリーニ自身は政治には興味はないとしている。ASローマとの契約は、聖ジョージ・ブリティッシュ・インターナショナル・スクール在学中に行われた。